# Robert Ressler
Robert K. Ressler (21 de fevereiro de 1937 - 5 de maio de 2013) foi um ex-agente do FBI e autor. Desempenhou um papel significativo na definição do perfil psicológico de crimes violentos na década de 1970. Frequentemente atribui-se a ele a autoria do termo inglês serial killer, tendo sido mais tarde conselheiro do autor Thomas Harris, célebre pela criação da personagem de ficção Hannibal Lecter.

## Obras
- Sexual Homicide: Patterns and Motives (com Ann W. Burgess, John E. Douglas, Ann Wolbert Burgess) (1988)
- Whoever Fights Monsters: My Twenty Years Tracking Serial Killers for the FBI (com Tom Shachtman) (1992)
- Justice Is Served (com Tom Shachtman) (1994)
- I Have Lived In the Monster (com Tom Shachtman) (1998)